# Hidroponia
|  | No s'ha de confondre amb aqüicultura. |

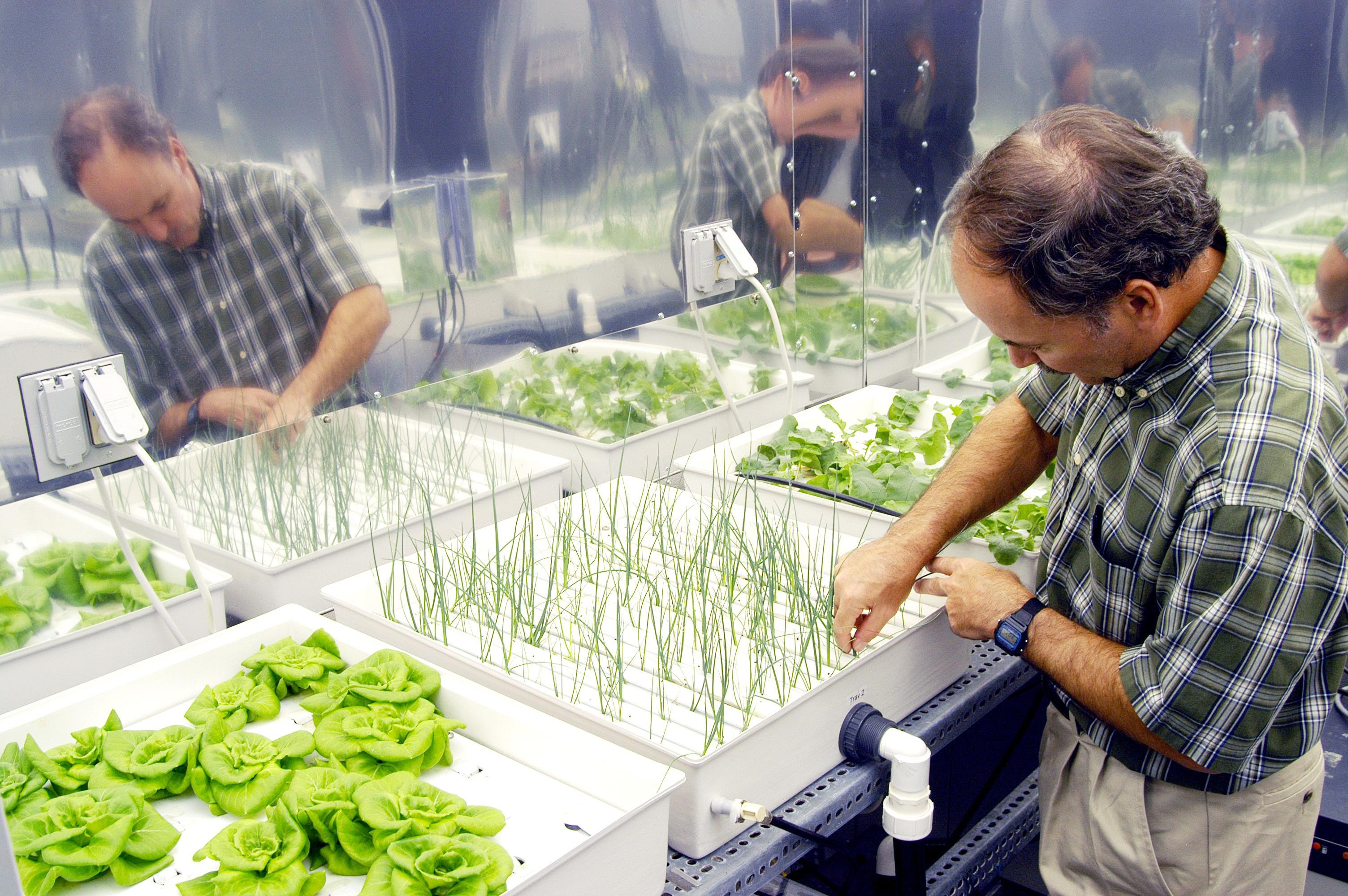
Investigació de conreu hidropònic de cebes, enciams i raves a la NASA

Hidroponia (del grec: hydro, aigua, i ponos, feina) o hidrocultiu és un mètode de conreu plantes fent servir solucions químiques de nutrients minerals dins l'aigua, sense fer servir cap mena de terra.
Les plantes terrestres poden créixer amb les seves arrels en un medi constituït per solucions químiques de nutrients minerals només si ho fan en un medi inert com, per exemple, el que proporcionen la perlita, grava, llana de fibra de roca, o la fibra de coco. En aquesta mena de cultius no cal un sòl, l'aigua es reutilitza en gran part, és possible controlar els nivells de nutrició completament cosa que significa un menor cost, No hi ha contaminació provocada pels nutrients, són més fàcils de controlar les plagues i malalties, ja que els contenidors es poden moure, es pot cultivar en llocs on de forma tradicional no seria possible. Per altra banda, les condicions hidropòniques del medi (la presència de fertilitzants i l'alta humitat) estimulen el creixement de Salmonella. També, per l'alta humitat, pot facilitar la proliferació del fong verticillium, nociu per a les plàntules. A més les diferents plantes requereixen concentracions de nutrients i o sistemes de fertilització diferents.

## Història
La primera publicació sobre creixement de plantes sense sòl va aparèixer l'any 1627 al llibre Sylva Sylvarum escrit per Sir Francis Bacon. El 1699, John Woodward publicà els seus experiment hidropònics fets amb plantes de menta, i ja va comprovar que les plantes creixien millor amb aigua que no fos aigua destil·lada (ja que així tenien més nutrients).
Els investigadors descobriren al segle xix que les plantes absorbien els nutrients essencials minerals en forma d'ions inorgànics dins l'aigua. En condicions naturals el sòl actua com reserva de nutrients minerals però en si mateix no és essencial pel creixement de les plantes. Quan els nutrients minerals es dissolen en aigua, les arrels de les plantes són capaces d'absorbir-los. Quan els nutrients minerals necessaris s'introdueixen artificialment dins l'aigua, ja no cal terra perquè les plantes sobrevisquin. Gairebé totes les plantes terrestres poden cultivar-se en hidroponia. El conreu hidropònic és també la tècnica estàndard (per la simplificació que suposa) en l'ensenyament i recerca en biologia.
Cap a 1842, ja estava disponble una llista dels nou elements químics que es creien essencials per a les plantes i Julius von Sachs i Wilhelm Knop, als anys 1859-65, van desenvolupar la tècnica de cultiu sense sòl. Knop la veia principalment com una tècnica de recerca de lleis naturals i no com un mètode de conreu. El 1929, el professor William Frederick Gericke de la Universitat de Califòrnia a Berkeley creà una gran sensació en reeixer un conreu fora del sòl de tomàquets. També va ser Gericke qui introduí el terme hydroponics el 1937 en un article a la revista Science. Els investigadors Hoagland i Arnon van crear la solució de nutrients la «solució d'Hoagland» i que actualment encara es fa servir, modificada.
A la dècada de 1960, Allen Cooper desenvolupà la tècnica de film de nutrients. La NASA ha fet grans recerques sobre hidroponia pel seu sistema CELSS (Sistema de suport de la vida controlat ecològicament) que es espera poder aplicar al planeta Mart fent servir llum LED.

## Aplicacions

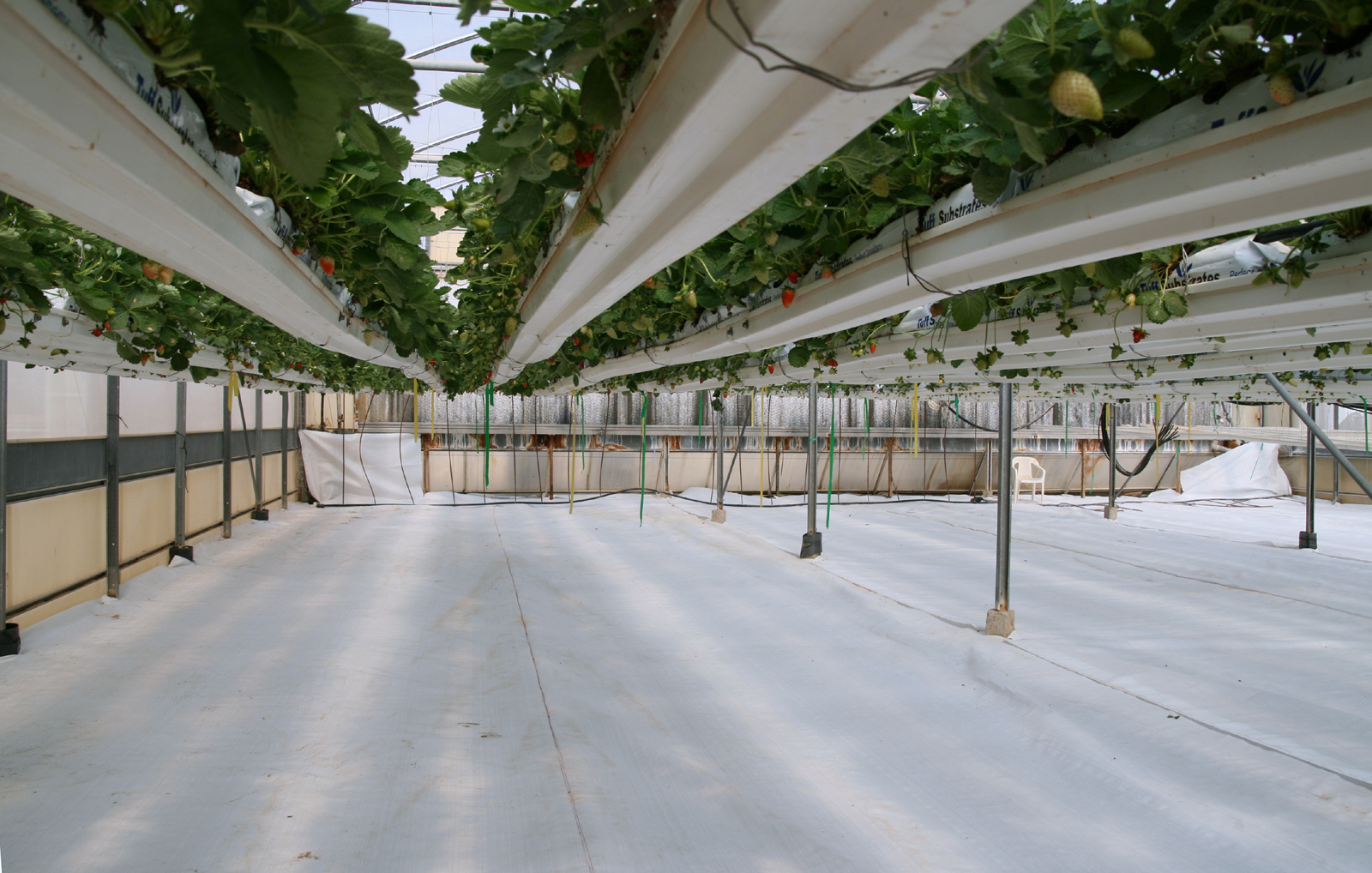
Cultura hidropònica de maduixes

Durant la Segona Guerra Mundial les forces armades dels Estats Units produïren aliments hidropònics per a les tropes a les illes ermes del Pacífic el que podria haver sigut el primer cultiu comercial de productes hidropònics. És una tècnica que comença popularitzant-se com que fa possible conjugar qualitat alimentària, rendiment econòmic i preservació del medi ambient. A la regió de Manacor, per exemple, ja representa més del 80% de la producció total. S'hi veuen oportunitats econòmics per conrear verdures fresques en un entorn urbà i reduir així el transport, el consum d'aigua i de pesticides amb un millor rendiment per metre quadrat que la cultura tradicional. Al Centre d'Innovació Agronòmica (CIAM) a Montserrat van obtenir un rendiment de 1,5 kg per m² d'enciam contra menys d'un kg amb cultura al terra. També es fa servir a escala industrial per la cultura de marihuana.
En viticultura ajuda per recuperar i reproduir varietats de raim ancestrals que es creien extingides, abans de transferir les plantes al camp. Una altra aplicació és la creació de jardins verticals, que poden ser decoratius o utilitaris, i que en qualsevol cas milloren el microclima urbà. S'utilitzen sistemes hidropònics per a plantes d'interior, perquè permeten tenir plantes sanes amb poc o gaire manteniment, com ara en oficis o per a la llar de persones que s'absenten sovint. En hospitals a més fan possible aprofitar l'efecte positiu de plantes ornamentals en el clima interior tot i controlar la higiene, mentre que amb terra resulta molt difícil. En format vertical redueixen la contaminació sonora, regulen la temperatura i ocupen poc espai.

## Tècniques
Unes tècniques són:
- Només fer servir la solució de cultiu per les arrels que entre les seves variants inclou l'«aeroponia»
- Fer servir un substrat sòlid per les arrels com ara sorra, llana de vidre, grava, etc.
- L'«aquaponia», o l'aqüicultura de peixos combinada amb el conreu hidropònic de plantes complementàries, com per exemple l'arròs i la carpa.[28]

## Nutrients

### Elements essencials
Per aconseguir que un cultiu hidropònic funcioni al seu 100% del rendiment, que les plantes tinguin els mateixos ingredients que obtenen a la natura, es necessiten uns 16 elements essencials. Aquests elements és classifiquen en 2 grans grups.
Els macronutrients: Són els elements que es necessiten en més abundància a la solució.
1. Carboni (C)
2. Hidrogen (H)
3. Oxigen (O)
4. Nitrogen (N)
5. Fòsfor (P)
6. Potassi (K)
7. Calci (Ca)
8. Sofre (S)
9. Magnesi (Mg)

Els micronutrients: Són aquells elements que es necessiten en menys abundància a la solució
1. Ferro (Fe)
2. Bor (B)
3. Molibdè (Mo)
4. Clor (Cl)
5. Zinc (Zn)
6. Manganès (Mn)
7. Coure (Cu)

## Llista de plantes

### Algues
- Espirullina.[30]
- Chlorella[31]
- Palmaria palmata.[32]